# 狸藻属——分类学专著
《狸藻属——分类学专著》（The genus Utricularia - a taxonomic monograph）是由彼得·泰勒创作的关于狸藻属食虫植物的专著。其作为《邱园报附加系列》（Kew Bulletin Additional Series）的第十四部分由女皇陛下文儀辦公室（Her Majesty's Stationery Office，HMSO）于1989年出版。

## 创作背景
该专著代表着作者近41年的研究成果，其中包括了大量实地考察及植物标本馆考察结果。彼得·泰勒在自然栖息地中实地观察到了90个物种，估计其已研究过五万个标本。超过900个狸藻类群必须考虑修订，其中大部分被证明为异名。

## 主要内容
彼得·泰勒在书中确认了214个物种，并将其划分为2个亚属和35个组，不含未描述的类群。每个物种都附有整页的由作者创作及由休·希利尔（Sue Hillier）着墨的线条画。彼得·泰勒的分类系统基于系统发育研究作出了一些修订，现已被普遍接受。

## 同行评议
该书因其研究范围广泛且全面而广受好评。唐纳德·施奈尔（Donald Schnell）在1990年3月的《食虫植物通讯》中评述了该作品：
|  | 有些人在看完下文后可能会认为我过于夸张了，但我在深思熟虑后可断定，这是自1942年劳埃德的专著以来，较好的食虫植物书籍。 经过四十余年的辛劳及偶尔的沮丧，作者常工作于深夜与周末，详尽仔细的研究了狸藻属植物，这就是我们一直在等待的。其在全世界范围内，细致全面的研究了数千份植物标本及活体植株。在前言中，邱园园长注意到这是一份不同寻常的完整分类学研究，其研究了一个庞大且复杂，但又是全球分布的属。 ……这本书虽然是平装，但其质量优良。纸张和印刷都非常优质，其线条画与图片也如此。其有完整的参考书目及索引。我发现作者的写作风格相对于生硬的学术语言来说特别清新。 ……我会毫无保留的推荐这本书，所有专业的食虫植物学者都应该有一本，特别是那些在研究狸藻的。 |

1991年的《邱园报》中，克里斯托弗·D·K·库克（Christopher D. K. Cook）对于彼得·泰勒的专著写道：
|  | 其没让人失望。这是一部令人钦佩的著作，将保持其标准报告的地位很多年。 |

纽约植物园的詹姆斯·L·鲁特琴（James L. Luteyn）在《Brittonia》中也给出了一个积极的评价：
|  | 在这部狸藻领域的伟大世界权威巨作中体现了作者四十年的爱与奉献。…… |